# Ranum (Het Hogeland)
Ranum (Gronings: Roan'm of Roanum) is een bewoonde wierde in de gemeente Het Hogeland in de Nederlandse provincie Groningen.
Op en rond de wierde staan vijf boerderijen. Ten noorden van de oostelijke boerderijen (Ranum 3 en 6) ligt het oude kerkhof van de wierde met de fundamenten van de begin 19e eeuw afgebroken kerk. Ten noordwesten van de wierde liggen ten noorden van elkaar de onbehuisde Rode Wier en de Groene Wier, die ook tot Ranum worden gerekend.

## Geografie
Het gehuchtje ligt ongeveer een kilometer ten noorden van Winsum (Obergum), aan de oude weg naar Baflo. Dit is tegenwoordig een ventweg van de provinciale weg van Winsum naar Spijk (de N363). Enkele honderden meters zuidelijker ligt de tweesprong van de N363 met de provinciale weg van Groningen naar Lauwersoog (de N361).
Langs de noord- en oostzijde van de wierde stroomt de Oude Temmaar. Deze maar staat aan westzijde in verbinding met het Mensingeweersterloopdiep en naar het zuiden toe met het Winsumerdiep.
De weg naar het kerkhof liep vroeger verder door naar het oosten, passeerde de Oude Temmaar via de Ranumertil en de Marnelijn en liep verder naar de Ranumer Meeden, een hooilandgebied (made) ten noorden van de Obergumer Meeden. De scheiding tussen beide madelanden is de weg N996 tussen Winsum en Onderdendam. Via deze route stond het gehucht in verbinding met de Bafloër weg (nu de Takkebosweg). In de jaren 1970 werd deze verbindingsweg geslecht. Vroeger liep er ook een voetpad van Obergum naar De Dingen midden over de wierde. De weg van Obergum via Ranum naar Baflo en Rasquert werd in 1850 omgevormd tot een grindweg, gevolgd door de weg van Obergum naar Mensingeweer in 1852. In het laatste jaar werd ten zuiden van de huidige boerderij Ranum 1 een tolhuis gevestigd, dat later weer is afgebroken.
Ten noorden van de wierde liep ooit de Spoorlijn Winsum - Zoutkamp (Marnelijn), die aan oostzijde van de wierde aansloot op de spoorlijn Groningen - Delfzijl.

## Geschiedenis

### Archeologie
Ranum is een voormalige radiair verkavelde dorpswierde waarvan de valgen en vroegere ringweg nog deels aanwezig zijn. De wierde vormt een van de twee hoogste toppen van een oude zandige kwelderrug vanaf Sauwerd tot voorbij Baflo (de wierdereeks loopt verder door via Warffum en Usquert naar Oldorp), die hier ongeveer 2 meter boven NAP uitsteekt. De andere top is de wierde van (Groot-)Wetsinge. Tijdens het Neolithicum stond het grootste deel van Noord-Groningen nog onder water en vormde deze kwelderrug een eiland van ongeveer 7 bij maximaal 2 kilometer ten oosten van een diepe geul, waarin ook het Oude Diep, Peizerdiep, Eelderdiep, de Drentsche Aa en de Hunze uitmondden. Tussen Obergum en Ranum, ongeveer 700 meter ten zuiden van de wierde Ranum, is een vuurstenen bijltje gevonden uit de trechterbekercultuur dat waarschijnlijk dateert uit het late neolithicum, wat erop duidt dat op dit vroegere eiland zeker bewoning was tijdens het Neolithicum. De wierden werden mogelijk ook bewoond tijdens de ijzertijd. In de Rode Wier en Groene Wier zijn sporen uit de Romeinse tijd gevonden, zoals hout, bot, munten (een antoninianus, denarii en een dupondius), (fragmenten van) knik- en schijffibulae, spinklosjes, speelschijven en fragmenten van aardewerk. Mogelijk werden de wierden ook in de tijd van de Grote Volksverhuizing bewoond en zeker vanaf de vroege middeleeuwen. Uit die tijd zijn onder andere fragmenten van Angelsaksisch aardewerk gevonden, waaruit wordt opgemaakt dat de bewoners van de wierden waarschijnlijk contact hadden met Noordwest-Duitsland, waar de Angelsaksen vandaan kwamen. De wierde Ranum werd in 1917 deels afgegraven aan noord- en zuidzijde. Ook de Rode en de Groene Wier werden zijn in de loop der tijd deels afgegraven.

### Naam en eigendom

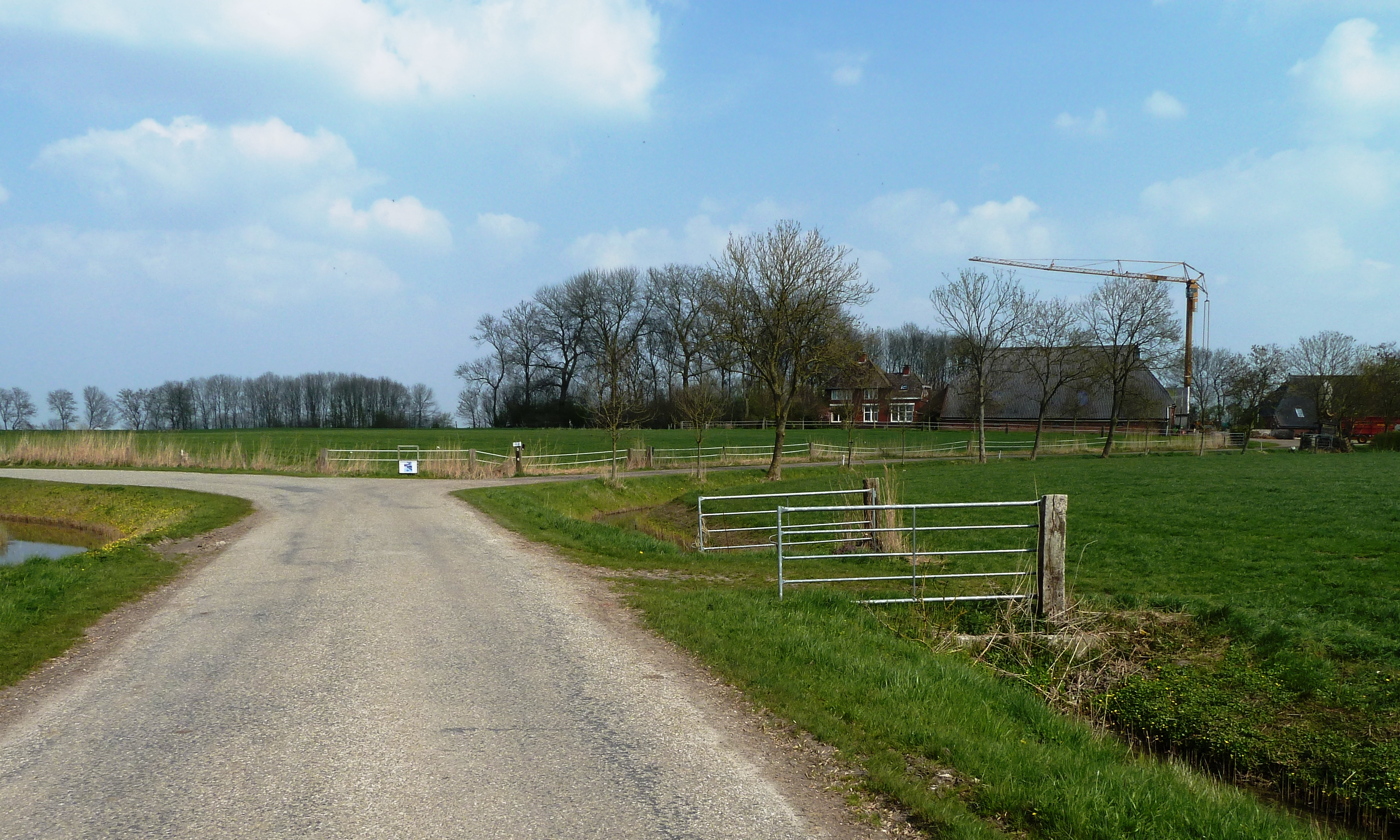
Gezicht op het rechterdeel van de wierde vanuit het zuidwesten met in het midden het bosje waar het kerkhof ligt. De boerderij ernaast is Ranum 3 (vroeger 'grote plaats' en 'kleine plaats'). De weg naar rechts is nu een eigen weg, maar liep vroeger door tot in de Ranumer Meeden

De oudste vermelding van Ranum is op de bezittingslijst van het klooster Werden uit rond 1000. In de 10e, 11e en 12e eeuw komt de plaats voor onder de namen Renon of Renun. De herkomst van deze naam is onbekend. Vermoed wordt dat er een voorwerk heeft gelegen van het klooster Wijtwerd. Hiertoe behoorde althans een groot deel van het land van de 'grote plaats', een boerderij die aan zuidzijde van de wierde ligt (Ranum 1). Bij de reductie kwamen deze landerijen in handen van Stad en Lande, die ze verpachtten en later verkochten. Bij Ranum heeft een kosterij gestaan, die echter al na 1607 als armenhuis werd gebruikt.

### Kerk
Op de wierde heeft ook lange tijd een kerk gestaan, in het midden van het huidige kerkhof. Wanneer deze kerk werd gebouwd is onbekend. Het eerste document over deze kerk dateert van 1385, als de pastoor en kerkvoogden grond verkopen om het herstel aan deze kerk te kunnen bekostigen. Uit de 15e eeuw zijn de namen van een viertal pastoors bekend. In 1606 ging Theodorus Schepperus, de vermoedelijk eerste en enige predikant van Ranum met emeritaat. In 1617 werd door Hans Falck van Neurenberg een torenklok voor de kerk gegoten. Deze hangt sinds 1828 in de kerk van Hornhuizen. Over de 17e eeuw is weinig bekend, maar op een grafzerk uit 1652 van een pastoor die te Ranum en Tinallinge stond, valt op te maken dat de kerk mogelijk een tijdlang daarmee gecombineerd is geweest. In 1669 wordt Hermannus Oon aangesteld als predikant te Maarhuizen, Obergum en Ranum. In hetzelfde jaar is Ranum echter ook weer gecombineerd met Bellingeweer en zeker vanaf 1683. Dit is enigszins bijzonder omdat tussen Ranum en Bellingeweer nog de dorpen Obergum en Winsum liggen. Vanaf die tijd is er ook iets bekend over het aantal lidmaten. Dat bedroeg in de 18e eeuw beduidend minder dan in Bellingeweer; 20 tegenover 45. In de loop van de eeuw daalde dit verder tot 15, respectievelijk tot 20. In 1807 werd het staande collatierecht van Ranum en Bellingeweer, dat toen aan de Tammingaborg behoorde, verkocht aan Petrus Durleu. In 1811 was het kerkgebouw van Ranum echter zover vervallen, dat er niet meer gepreekt werd en de lidmaten voortaan de kerk van Obergum bezochten. Daarmee was het lot van de kerk min of meer beslecht. In 1819 werd het collatierecht door de weduwe van Durleu samen met de borg verkocht aan de Ranumse landbouwer Wierda, die het waarschijnlijk met name te doen was om het opruimen van het kerkgebouw, een lot dat ook de kerk van Bellingeweer trof. Waarschijnlijk werd de kerk een jaar later afgebroken, in 1820. In augustus van dat jaar werd de kerk per Koninklijk Besluit bij de kerkgemeente van Obergum en Maarhuizen gevoegd. In 1966 werd de kerkgemeente definitief samengevoegd met die van Winsum en Obergum.
Van de kerk zijn afgezien van kaartschetsen geen afbeeldingen bekend. In 2006 werden de fundamenten teruggevonden tijdens een werkdag door vrijwilligers. De fundamenten liggen op ongeveer 30 tot 40 centimeter onder het maaiveld en bestaan uit 3 rijen kloostermoppen die in de lengterichting naast elkaar liggen. De afmetingen van de kerk, die gelegen was in oost-westrichting, waren 6,15 bij 17,25 meter. Er zijn plavuizen gevonden, waarmee de kerkvloer mogelijk vroeger bedekt was. Het dak was waarschijnlijk gedekt met middeleeuwse monniken en nonnen, zoals nog te zien bij het kerkje van Oostum.

### Kerkhof
Het kerkhof ligt naast de boerderij op Ranum 3 en vormt een rijksmonument. Er liggen onder andere een vijftal 17e-eeuwse en een negental 18e-eeuwse grafzerken. De meeste graven zijn van landbouwers uit de omgeving, waarvan de meest recente vooral uit de familie Hekma-Wierda. De oudste grafzerk dateert uit 1644 en de nieuwste uit 2001. De oudste grafzerken zullen vroeger in de kerk hebben gelegen. Tot in de jaren 1970 stond er een baarhuisje, dat later echter is afgebroken. In 1978 werd het kerkhof net als Maarhuizen door de hervormde kerkvoogdij gesloten voor nieuwe begravingen. Het kerkhof staat niet aangegeven en is alleen te bereiken langs een stenen pad over het erf van de boerderij, waarbij de bezoeker door twee hekken moet gaan en daarbij een koeienpad moet oversteken om zo op het schelpenpad naar het kerkhof te komen. De toegang tot het kerkhof wordt gemarkeerd door twee ijzeren hekken aan natuurstenen palen. Het kerkhof is zeer slecht onderhouden.

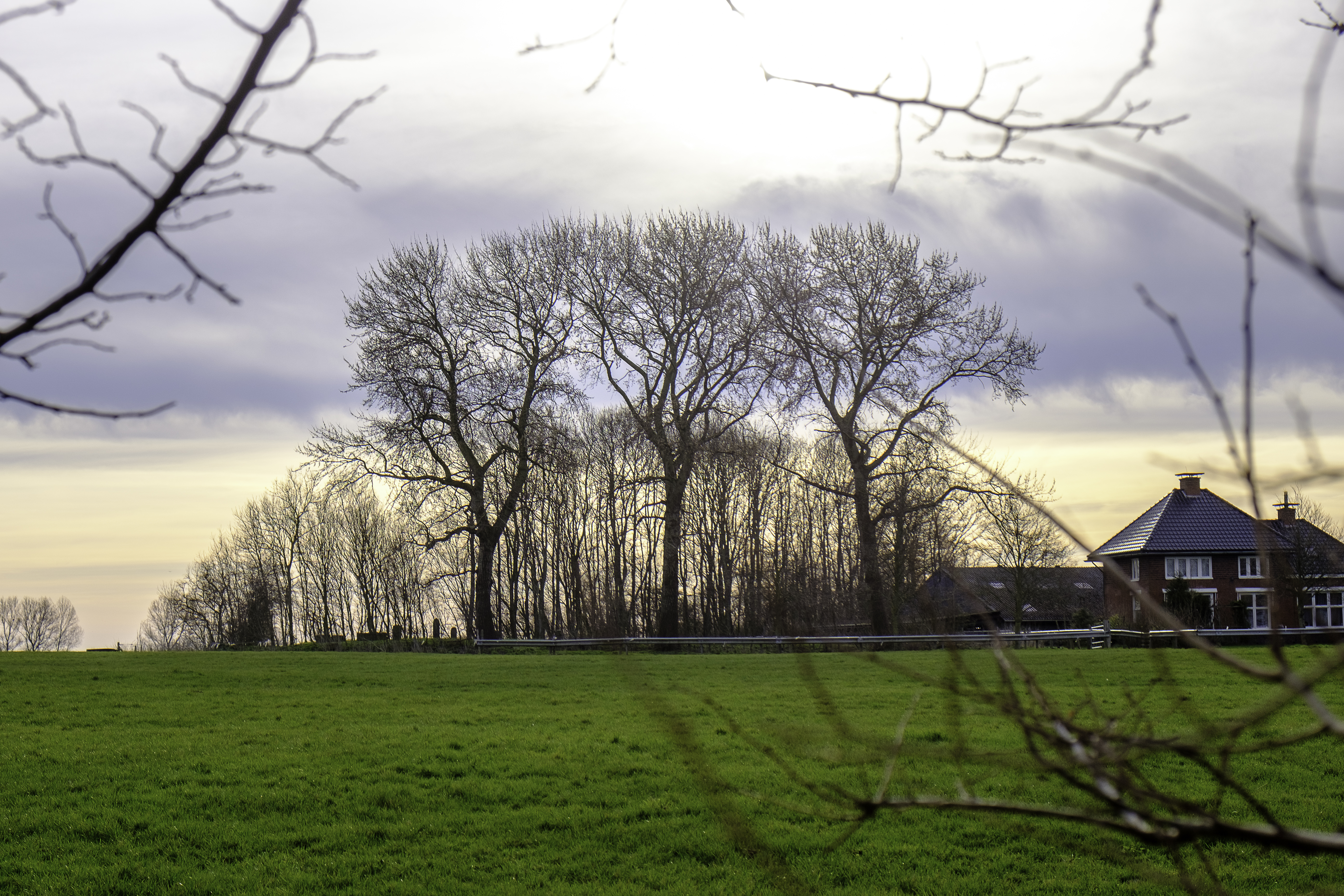
Kerkhof gezien vanaf de wierde
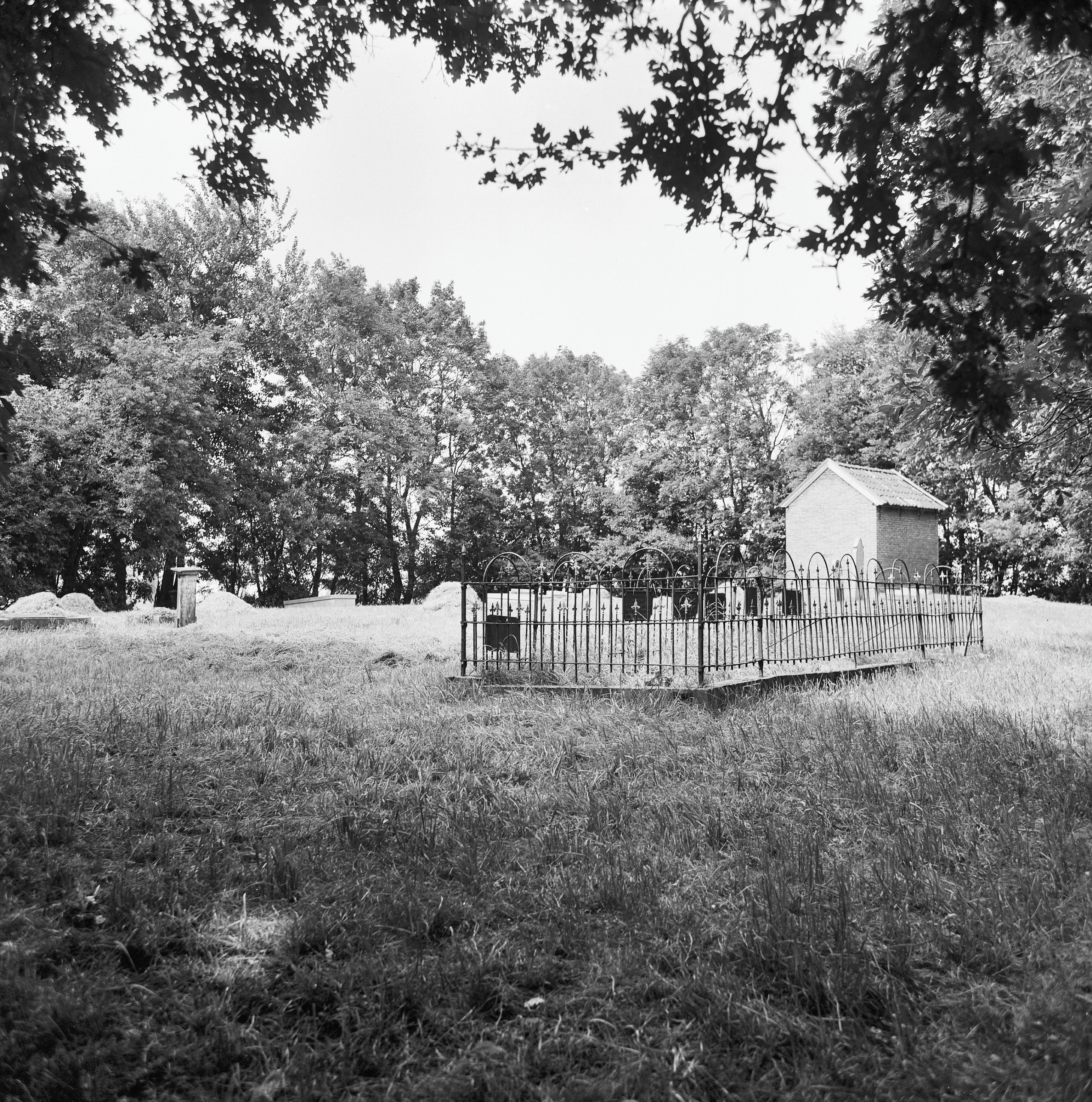
Het kerkhof in 1970, toen het nog in gebruik was. Op de achtergrond het later afgebroken baarhuisje.
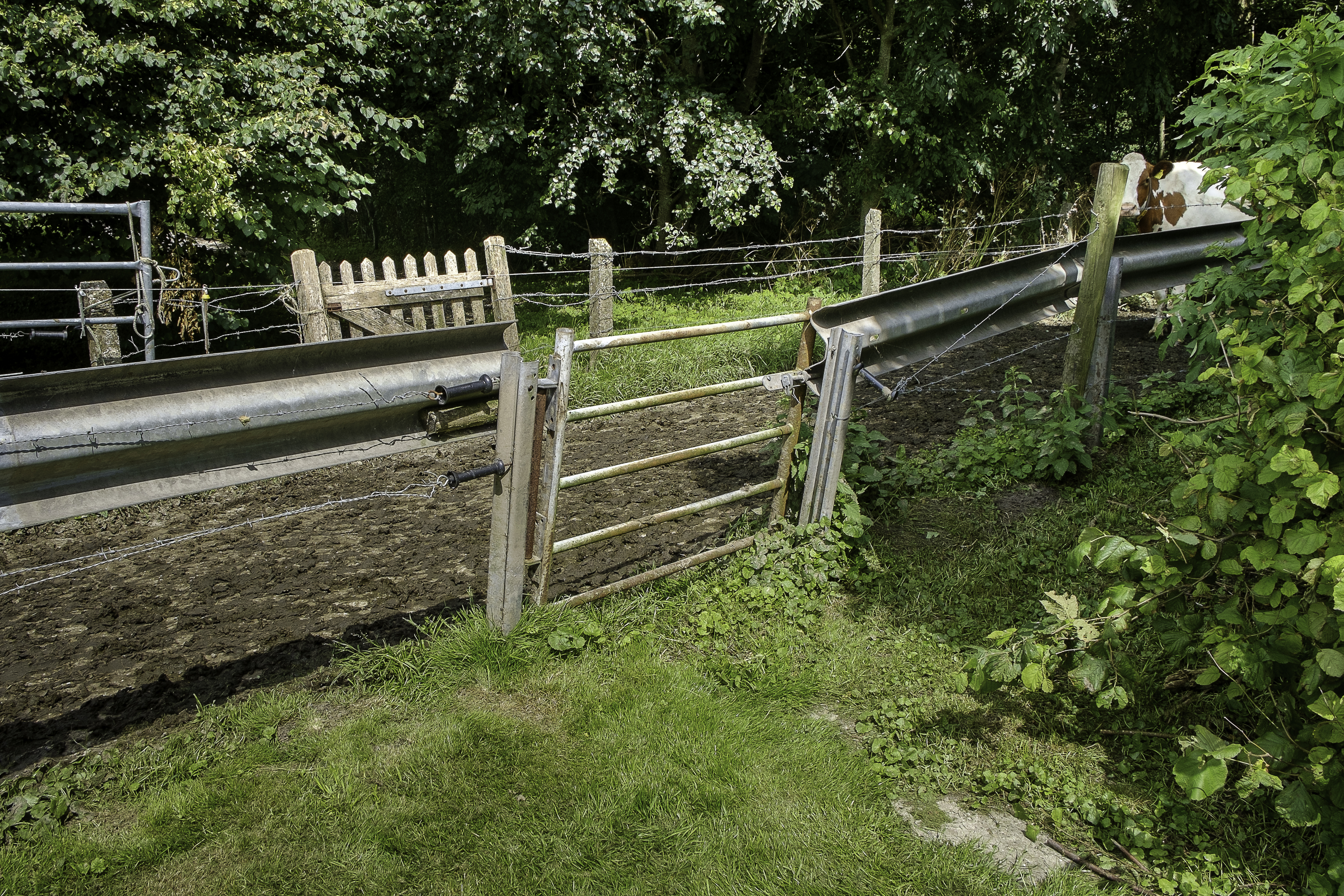
Toegang door het koeienpad gezien vanaf de boerderij, met op de achtergrond het pad naar het kerkhof
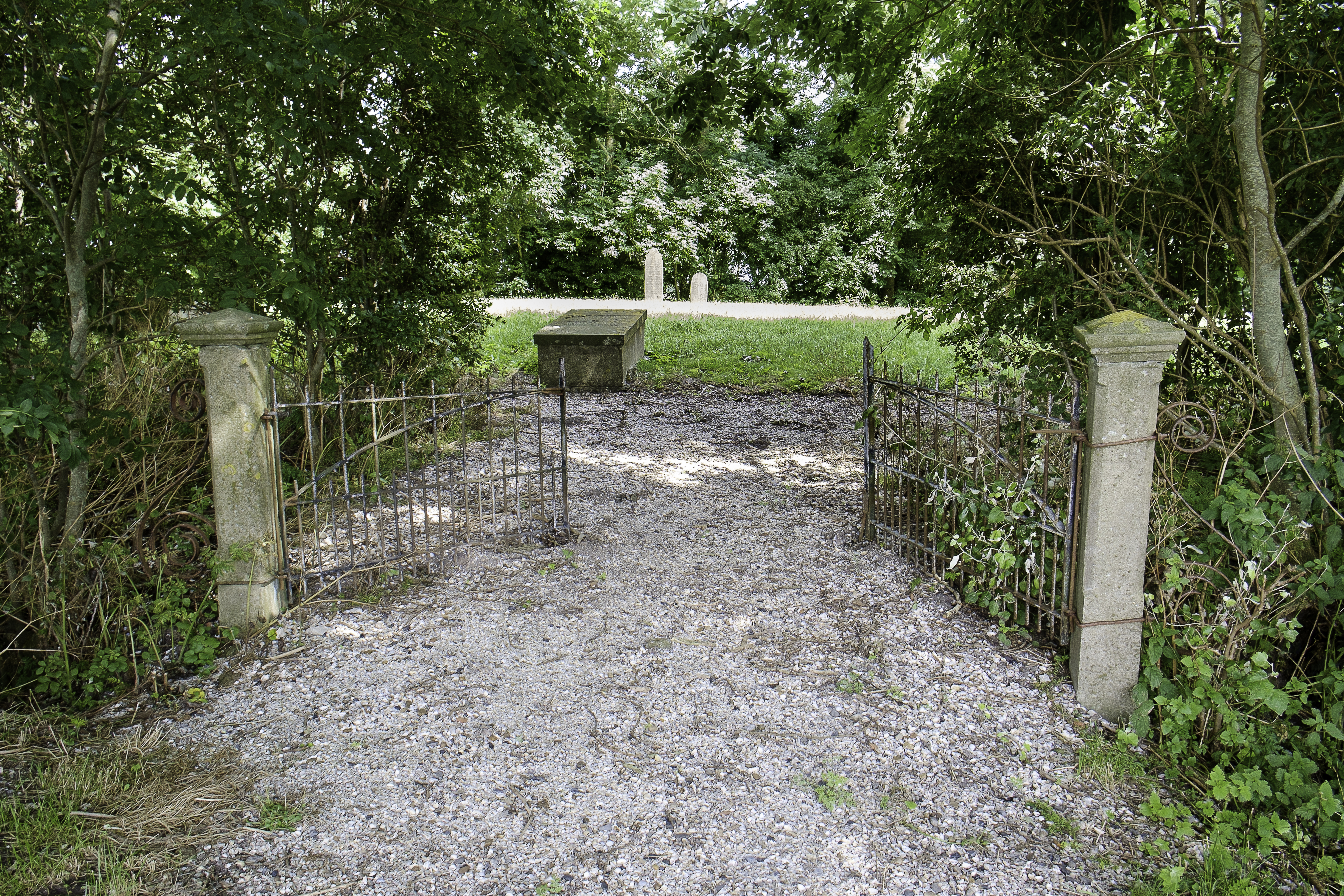
Ingang (2015)
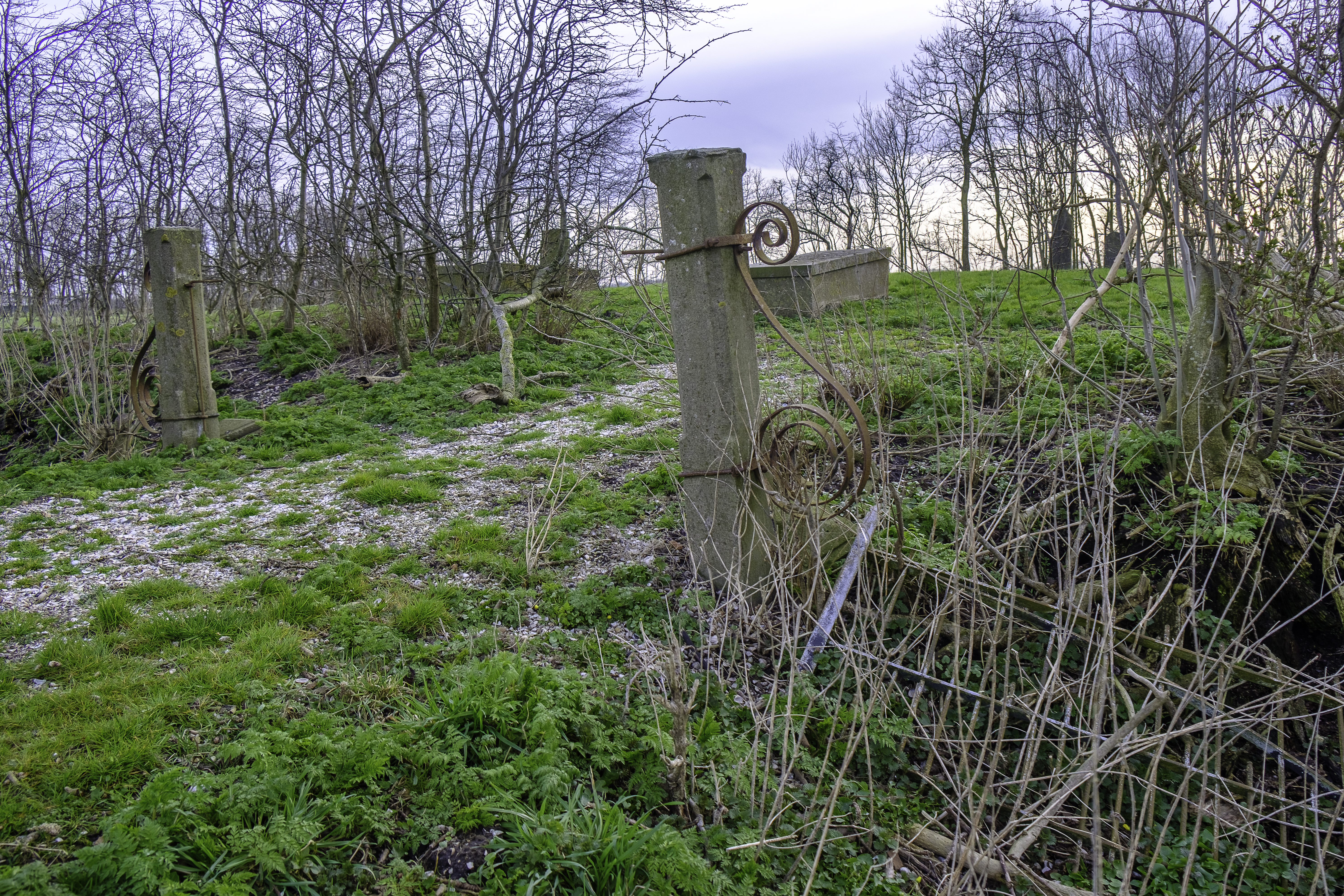
Zelfde ingang (2018). Het kerkhof is duidelijk verwaarloosd.
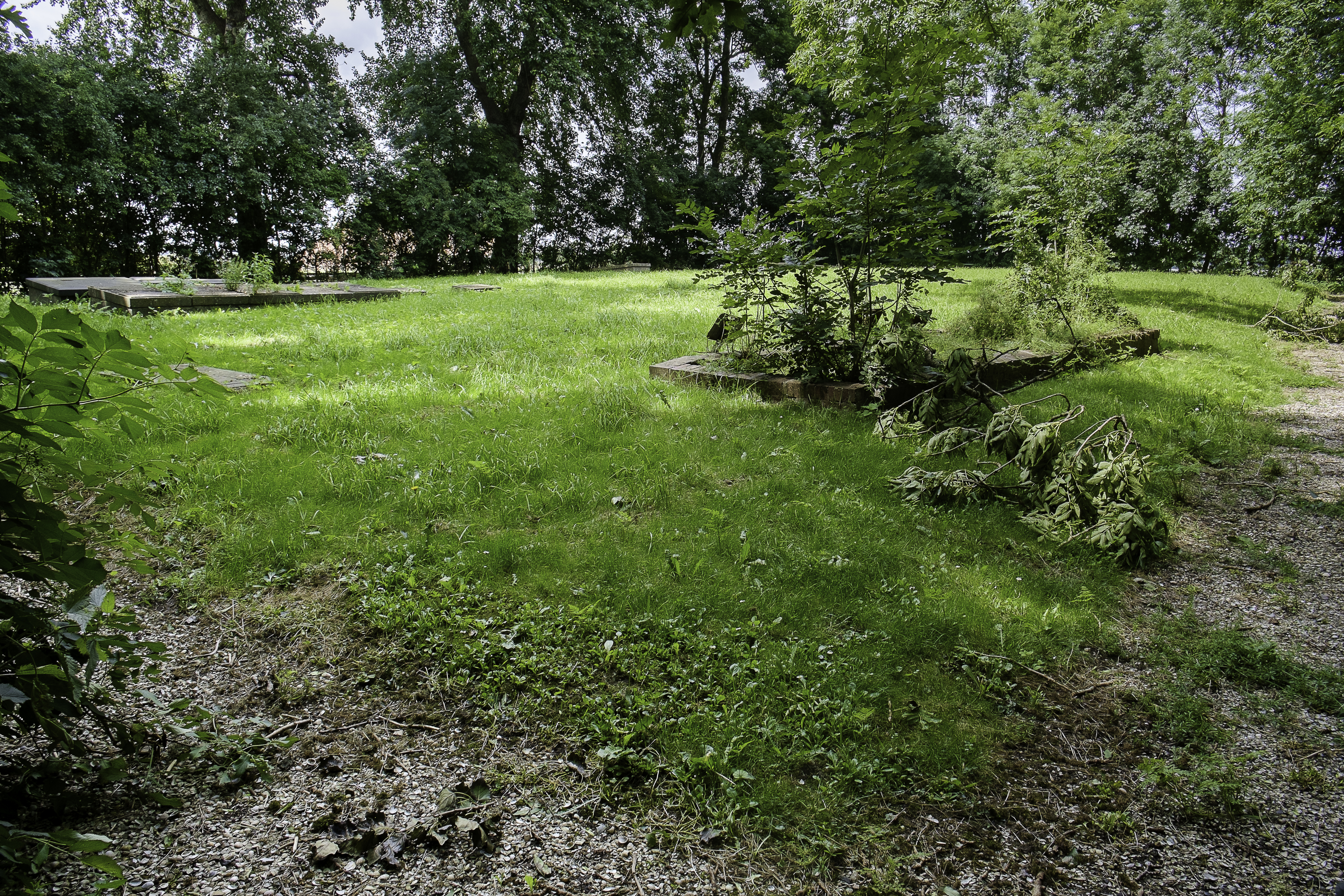
Overzicht
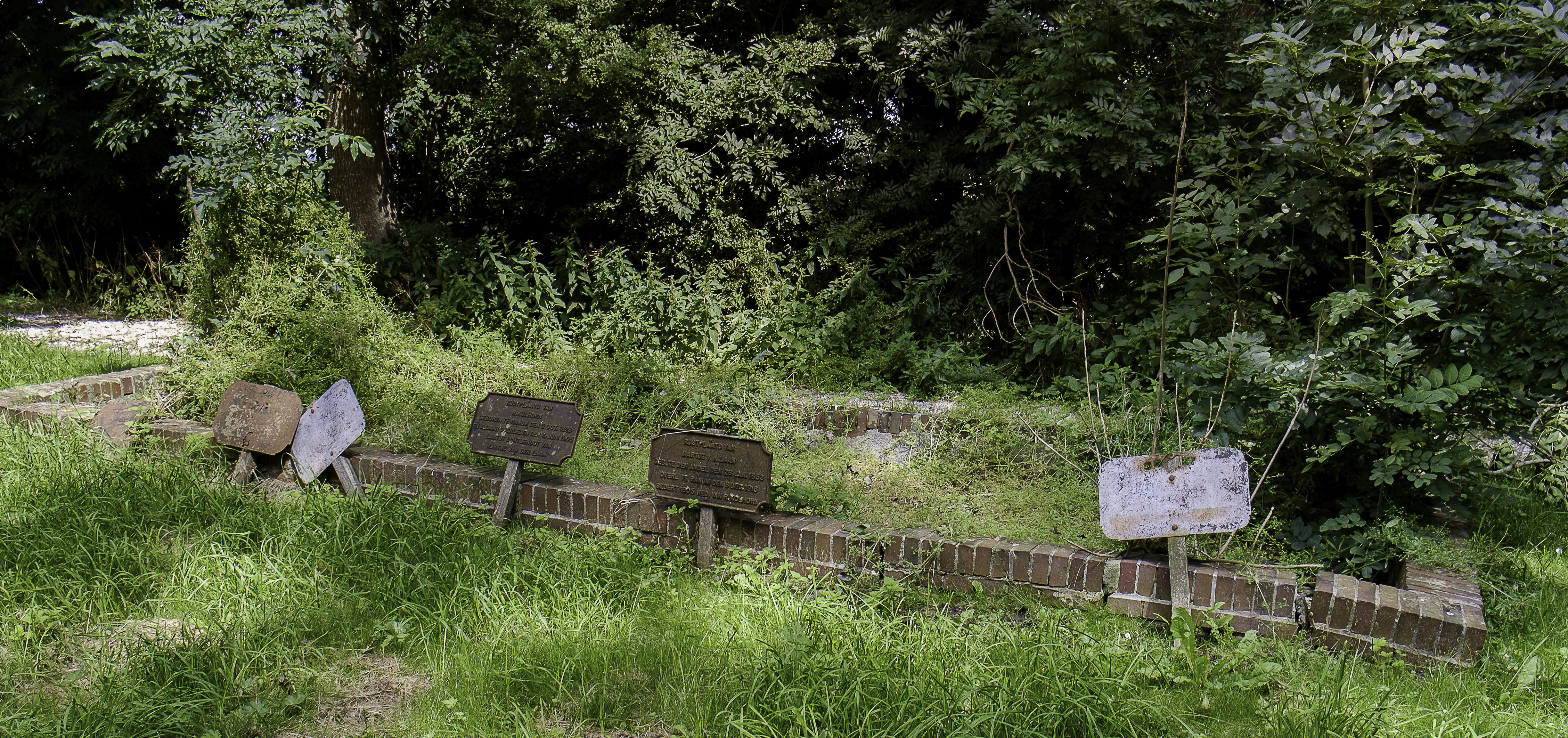
Zwaar vervallen graf met gietijzeren grafbordjes

### Boerderijen
Aan de zuidzijde van de wierde ligt de vroegere weg naar de Ranumer Meeden. Aan de noordzijde van deze nu eigen weg staat een boerderij op Ranum 3. Hier stonden vroeger 3 boerderijen, waaronder de 'grote plaats' en de 'kleine plaats'. De meest westelijke en naamloze werd reeds genoemd rond 1600. De boerderij 'kleine plaats' werd afgebroken rond 1770. In 1827 werd de huidige boerderij in haar oude vorm gebouwd, maar deze is sindsdien volledig vernieuwd. Het voorhuis werd in de jaren 1930 herbouwd. Toen is vermoedelijk ook het oude voorhuis van de middelste boerderij afgebroken, die in 1930 nog werd aangewezen als de vermoedelijke weem. De boerderijen waren eind 19e eeuw in handen van boerderij 'Ranum' ten noorden van de tweesprong van de N361 met de N363 ten zuidwesten van de wierde. Deze boerderij werd in 1861 verplaatst van het kerkhof naar haar huidige locatie aan overzijde van de N361 (Ranum 1); naar verluidt omdat de weduwe die er woonde geen uitzicht meer wilde hebben op het kerkhof waar daarvoor haar man en een aantal van haar kinderen waren begraven. Het blokvormige gepleisterde dwarshuis van de nieuwe boerderij werd rond 1890 vergroot. De nieuwe boerderij had een grote rechthoekige gracht, die bij de aanleg van de N361 werd vergraven tot een vijver aan zuidzijde. De schuur van de oude boerderij bij het kerkhof was nog een tijdlang in gebruik als behuizing voor arbeiders, alvorens deze werd afgebroken.
Vroeger lag aan de noordzijde van de wierde de boerderij 'Doevemat', die voor het eerst voorkomt in 1719. In 1855 werd de boerderij verplaatst naar een plek ten noordwesten van de wierde, waar deze nu nog staat (Ranum 8). Aan de westzijde van de wierde ligt een nu onbewoonde boerderij (Ranum 7) uit de 18e eeuw. Deze werd reeds in 1874 aangekocht door de boer van Ranum 1 en is sindsdien alleen verpacht geweest. Deze boerderij werd reeds in 1963 verlaten en zou op de monumentenlijst komen, maar werd hier in 1978 weer af gehaald. Ten zuiden van Ranum 3 ligt nog een voormalige boerderij (Ranum 6), die voor het eerst genoemd werd in 1721 en sinds de tweede helft van de 20e eeuw in gebruik is als woonhuis.

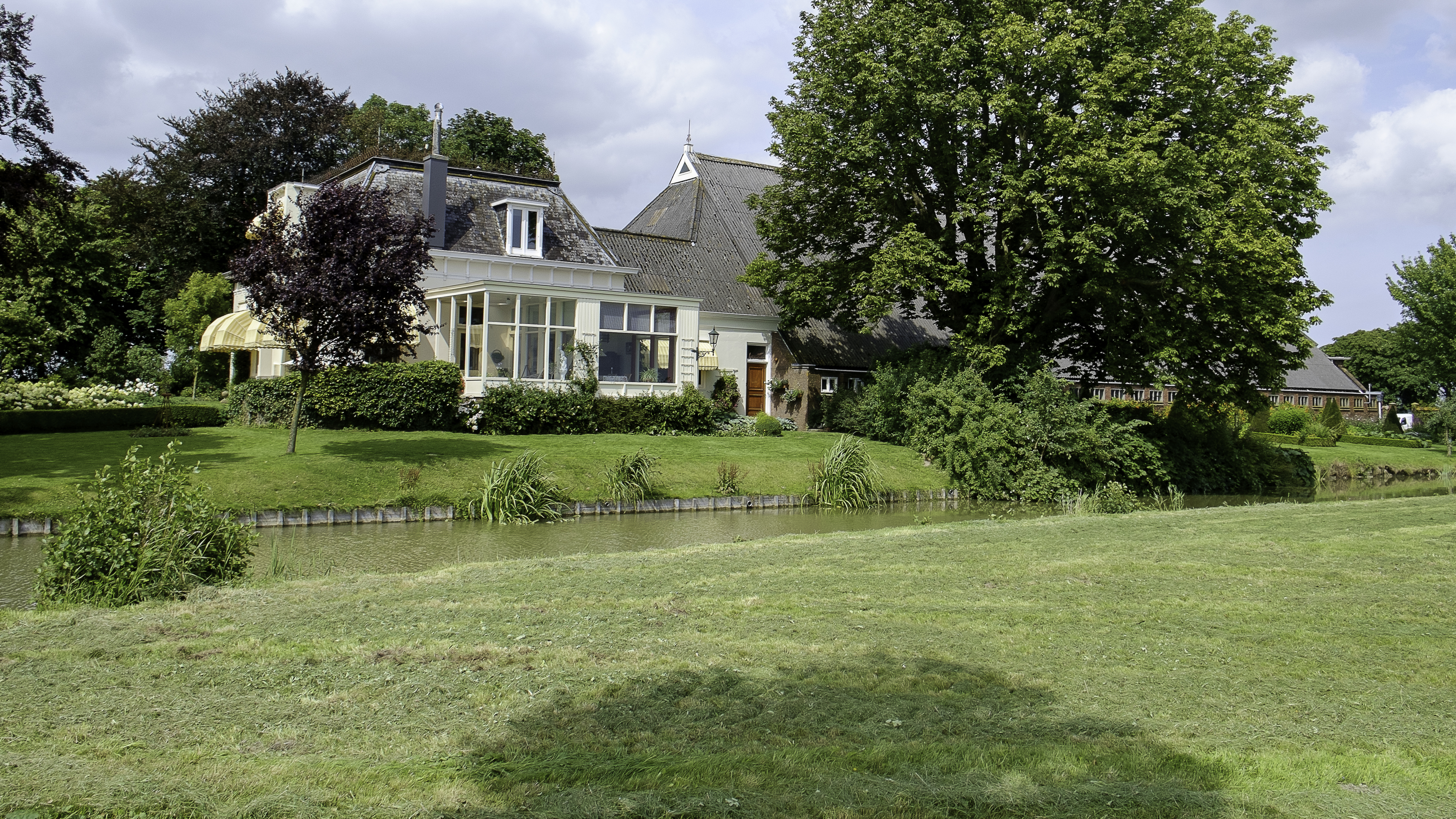
Boerderij Ranum 1
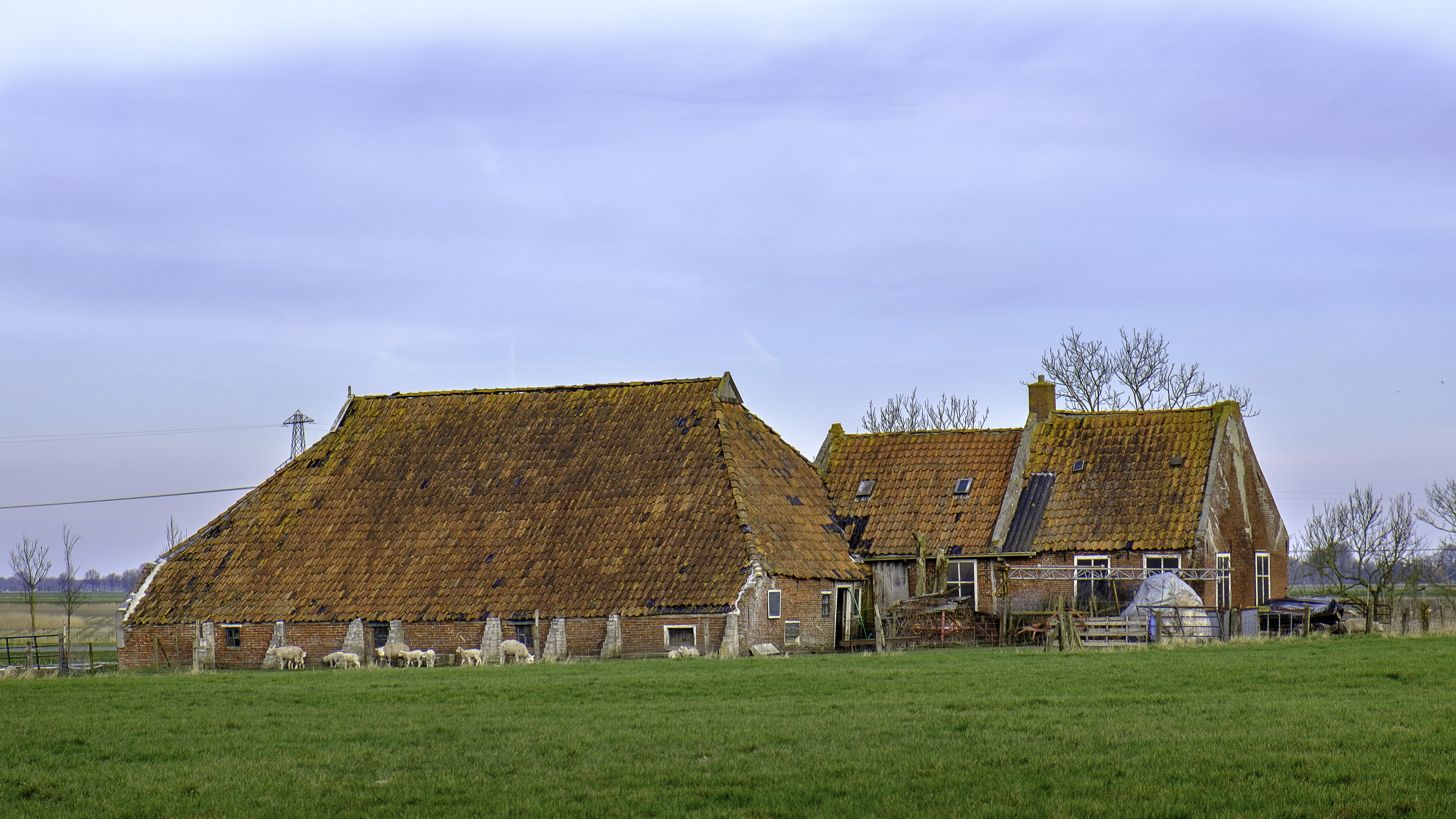
Onbewoonde boerderij op Ranum 7 met steunberen tegen de muur.

### Marnelijn
Tussen de Rode en Groene Wierde werd in 1922 het tracé van de Marnelijn aangelegd. Op de donkere mistige ochtend van 16 oktober 1940 vond bij Ranum een botsing plaats tussen een trein uit de richting Zoutkamp en een autobus. Bij deze treinramp (destijds aangeduid als busramp) kwamen 13 mensen om het leven en raakten 13 gewond (van wie tien ernstig). Dit waren werklozen uit Groningen die door de Rijksdienst voor de Werkverruiming te werk waren gesteld bij de inpoldering van de Linthorst Homanpolder, meer bepaald 'Polder de Slikken' ten noorden van Westernieland. De doden en zwaargewonden werden overgebracht naar boerderij Doevemat. Negen mannen waren op slag dood. Twee zwaargewonden overleden onderweg naar het ziekenhuis en twee een paar dagen later. 12 mannen werden begraven op de Zuiderbegraafplaats in de stad Groningen (1 in een familiegraf). De buschauffeur werd begraven in zijn woonplaats Zwolle. Voor de doden werd een monument opgericht bij het gehucht Kaakhorn. In 1942 viel het doek voor de Marnelijn en werd deze ontmanteld. In 1968 werd de vuilafvoerleiding tussen Hoogkerk en de Waddenzee erlangs gelegd in een 7 meter brede sleuf tussen de Groene en Rode Wierde.

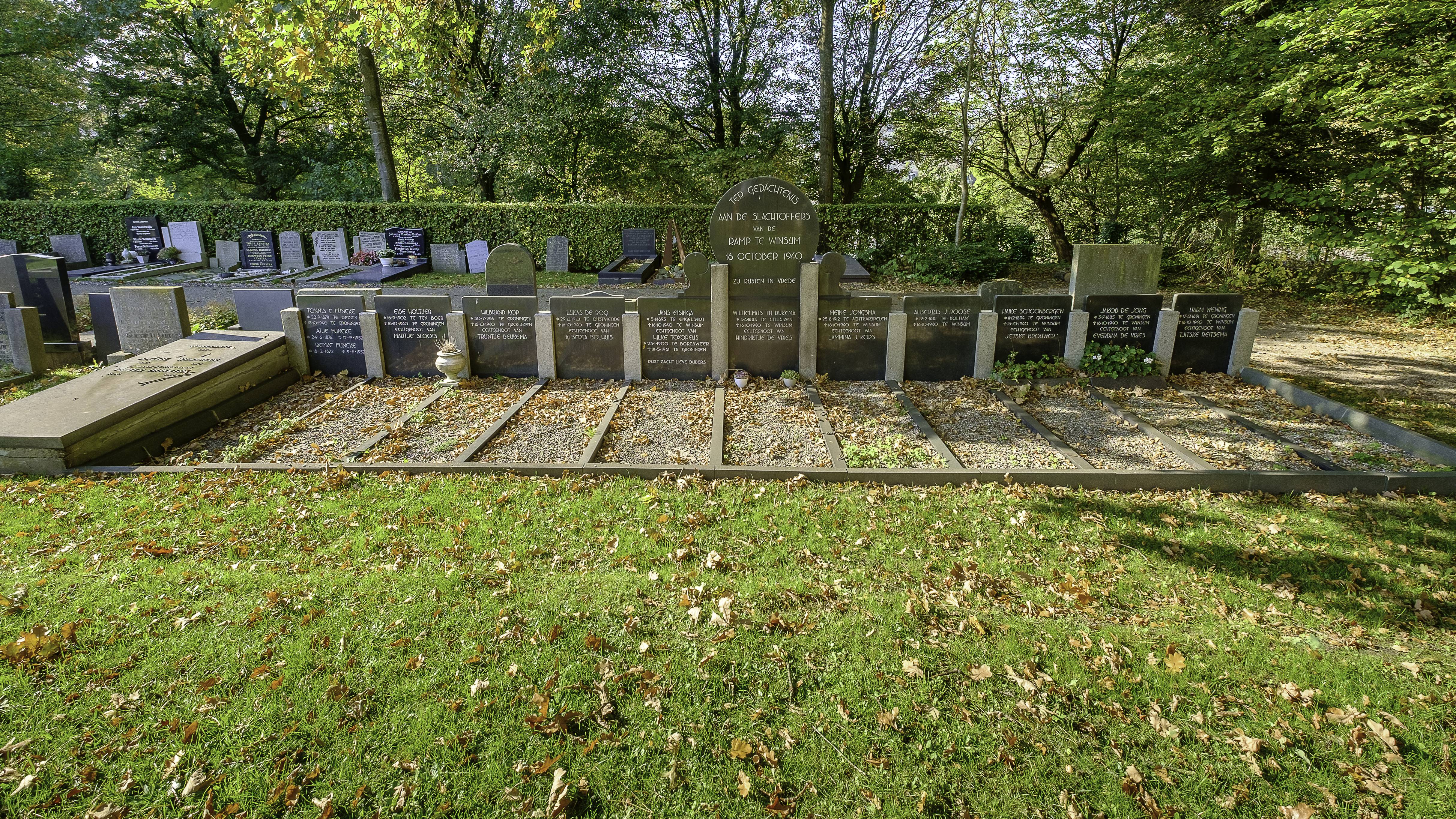
Grafmonument voor de 13 slachtoffers van de treinramp bij Winsum in 1940 op de Zuiderbegraafplaats te Groningen
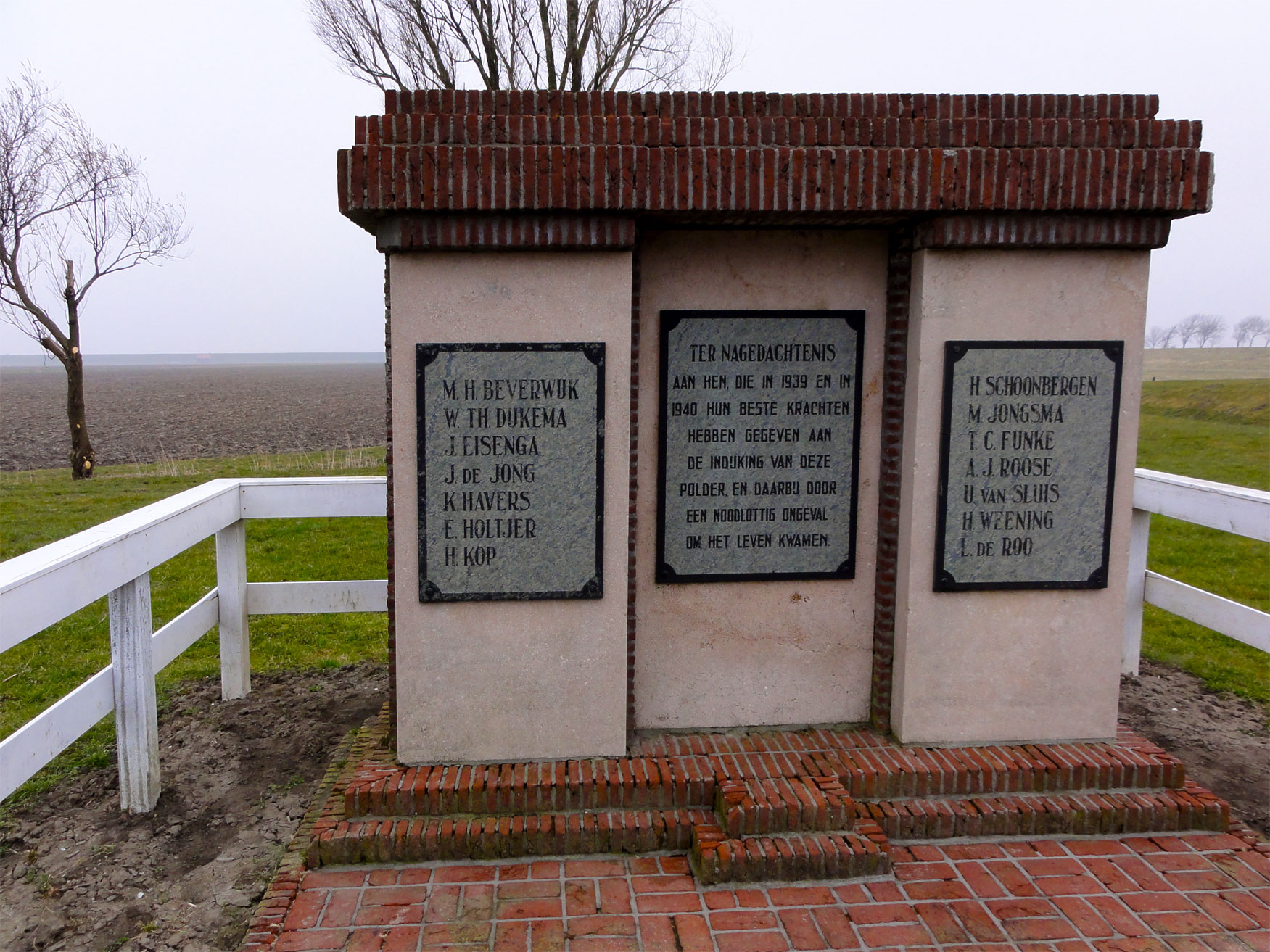
Monument voor de omgekomen buspassagiers bij Kaakhorn in de Linthorst Homanpolder